# Kfz-Kennzeichen der kanadischen Streitkräfte in Deutschland

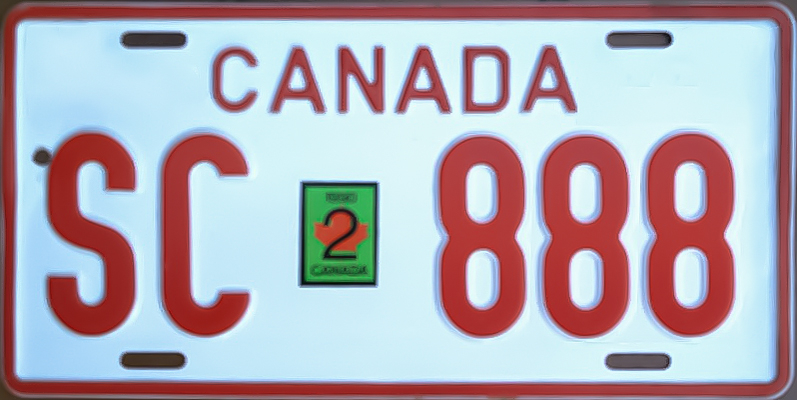
Privates Kfz-Kennzeichen der kanadischen Streitkräfte in Deutschland

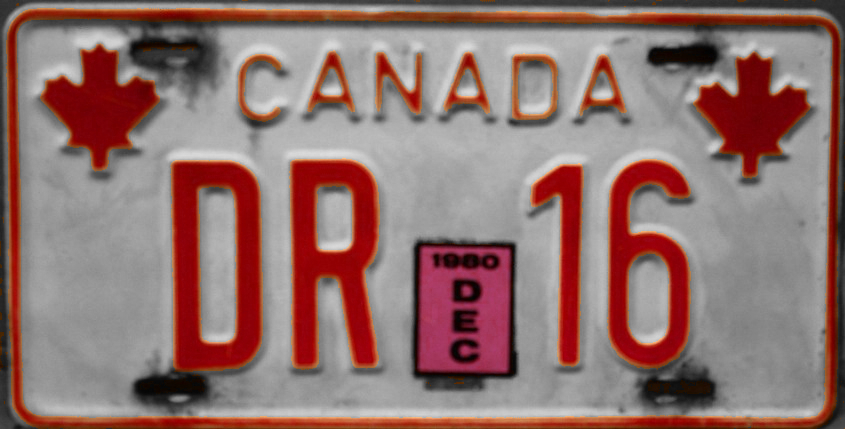
Ehemaliges Schild mit Ahornblättern

Die Kfz-Kennzeichen der kanadischen Streitkräfte in Deutschland (NATO-Truppen) werden von einer kanadischen Behörde an Fahrzeughalter, die ihren Militärdienst in Deutschland leisten, herausgegeben. Da die Fahrzeuge in einem Land außerhalb der Europäischen Union zugelassen sind, müssen diese nach internationalen Übereinkünften in Deutschland das internationale Kraftfahrzeugkennzeichen mit der Aufschrift „CDN“ am Fahrzeugheck tragen.

## Erscheinungsbild
Das Erscheinungsbild ist von Elementen sowohl nordamerikanischer als auch deutscher Kennzeichen geprägt. Das Format und die Schrift entsprechen der nordamerikanischen Art. Die Farbgebung ist eine rote Schrift auf weißem Grund. Am oberen Rand steht in kleinerer Schrift „CANADA“. Die Fahrzeugnummer ist in zwei Gruppen angeordnet: Zwei Buchstaben bilden die erste, drei Ziffern die zweite Gruppe (beispielsweise „AB 123“). Diese Gruppen sind durch einen Freiraum getrennt, der zur Anbringung des Aufklebers der regelmäßig wiederkehrenden technischen Prüfung des Fahrzeugs dient. Die Kennzeichen für Front und Heck sind identisch.
Die verwendete Schrift ist die DIN-Schrift. Bis Anfang der 1980er Jahre wurden die Schilder mit roten Ahornblättern in den oberen Ecken ausgegeben. Da es sich hierbei nicht um Schilder für hoheitliche, sondern private Fahrzeuge handelt, wurde diese Praxis abgeändert.

## Gültigkeit
Das Kennzeichen ist ein Dauerkennzeichen. Seine Gültigkeit erlangt es im Zusammenhang mit dem entsprechenden Aufkleber. Erst in den 1980er Jahren wurde eine jährlich wiederkehrende technische Prüfung für Privatfahrzeuge eingeführt, die dann mit identischen Aufklebern auf Front- und Hecknummernschild bescheinigt wurde. Die Aufkleber wechseln jedes Jahr die Grundfarbe, tragen ein rotes Ahornblatt, einen schwarzen Rand und in schwarzer Schrift das Jahr sowie den Monat der nächsten Prüfung.

## Abgrenzung
Im Gegensatz zu den hier beschriebenen POMVs (Privately Owned Motor Vehicles – kanadischer Militärbegriff mit der Bedeutung „Kfz im Privateigentum“) tragen die Fahrzeuge der Streitkräfte selbst (zumindest in Friedenszeiten) in Deutschland dieselben Kennzeichen wie in Kanada.